# Neritopsina
Sous-classe
Les Neritopsina, ou Neritimorpha, sont une sous-classe (anciennement ordre) de mollusques, plus précisément ils font partie de la classe des gastéropodes.

## Taxonomie
taxonomie de 1997
Selon la taxonomie de la gastéropodes (Ponder & Lindberg, 1997) Neritopsina est un superordre des gastéropodes dans la sous-classe des Orthogastropoda. La superfamille Palaeotrochoidea est incluse dans Neritopsina mais son ordre est indéterminé.
taxonomie de 2005
La Taxonomie des Gastropoda (Bouchet & Rocroi, 2005) catégorise les Neritimorpha comme un clade des mollusques gastéropodes. Elle est l'une des clades principaux des gastéropodes. Les Neritopsina contiennent les clades Cyrtoneritimorpha, Cycloneritimorpha, ainsi que des Neritimorpha paléozoïque.
World Register of Marine Species
WoRMS considère actuellement les Neritimorpha comme une sous-classe de gastéropodes, divisée en deux ordres dont un fossile. 
Selon World Register of Marine Species (14 avril 2016) :
- ordre Cycloneritimorpha
  - super-famille Helicinoidea Férussac, 1822
    - famille Dawsonellidae Wenz, 1938 †
    - famille Deianiridae Wenz, 1938 †
    - famille Helicinidae Férussac, 1822
    - famille Neritiliidae Schepman, 1908
    - famille Proserpinellidae H. B. Baker, 1923
    - famille Proserpinidae Gray, 1847

  - super-famille Hydrocenoidea Troschel, 1857
    - famille Hydrocenidae Troschel, 1857

  - super-famille Neritoidea Rafinesque, 1815
    - famille Neridomidae Bandel, 2008 †
    - famille Neritidae Rafinesque, 1815
    - famille Parvulatopsidae Gründel, Keupp & Lang, 2015 †
    - famille Phenacolepadidae Pilsbry, 1895
    - famille Pileolidae Bandel, Gründel & Maxwell, 2000 †

  - super-famille Neritopsoidea Gray, 1847
    - famille Cortinellidae Bandel, 2000 †
    - famille Delphinulopsidae Blodgett, Frýda & Stanley, 2001 †
    - famille Globocornidae Espinosa & Ortea, 2010
    - famille Neritopsidae Gray, 1847
    - famille Plagiothyridae Knight, 1956 †
    - famille Pseudorthonychiidae Bandel & Frýda, 1999 †
    - famille Titiscaniidae Bergh, 1890

  - super-famille Symmetrocapuloidea Wenz, 1938 †
    - famille Symmetrocapulidae Wenz, 1938 †
- ordre Cyrtoneritimorpha †
- † Neritimorpha paléozoïques de position systématique incertaine

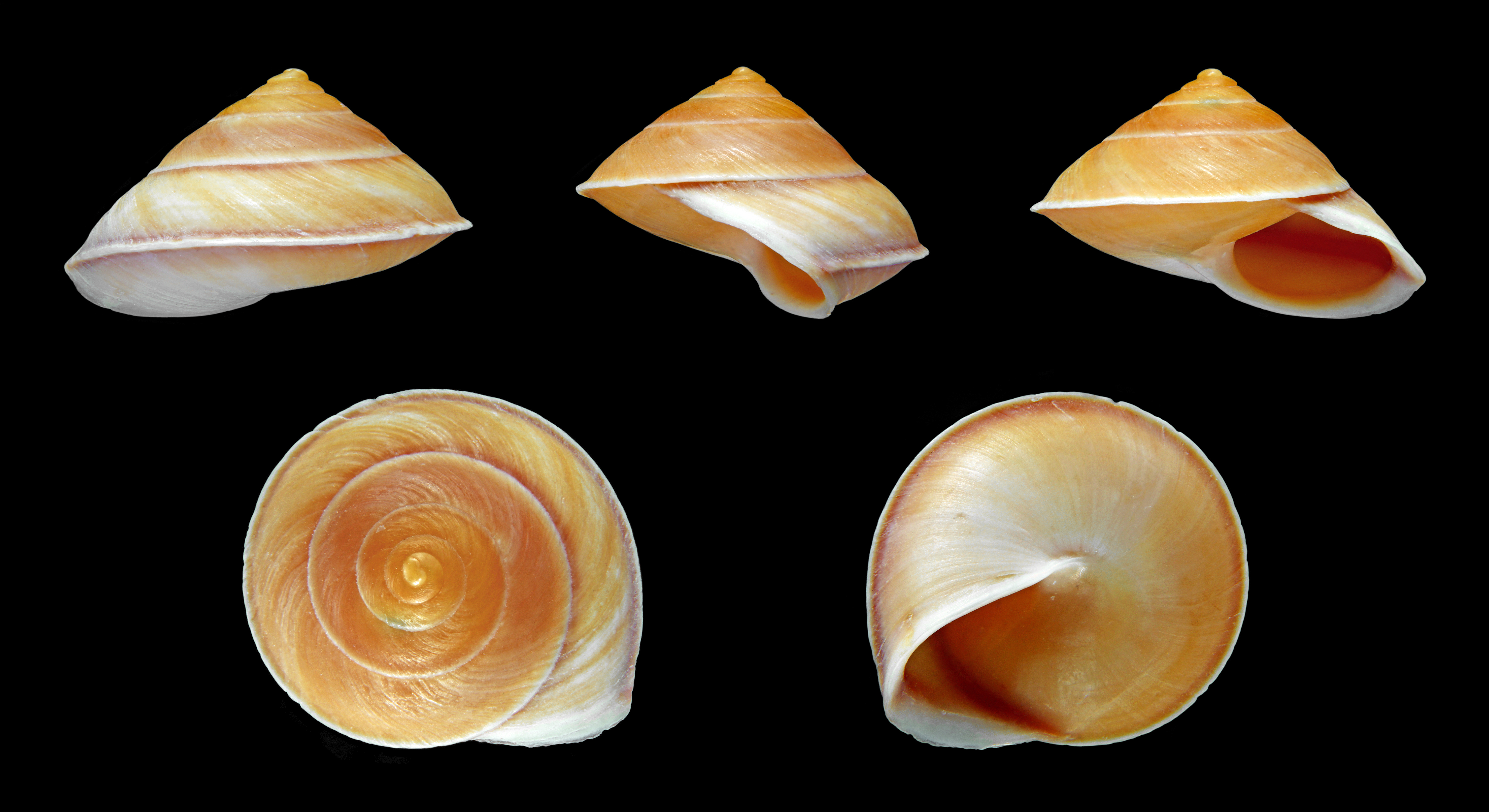
Geophorus agglutinans (Helicinidae).
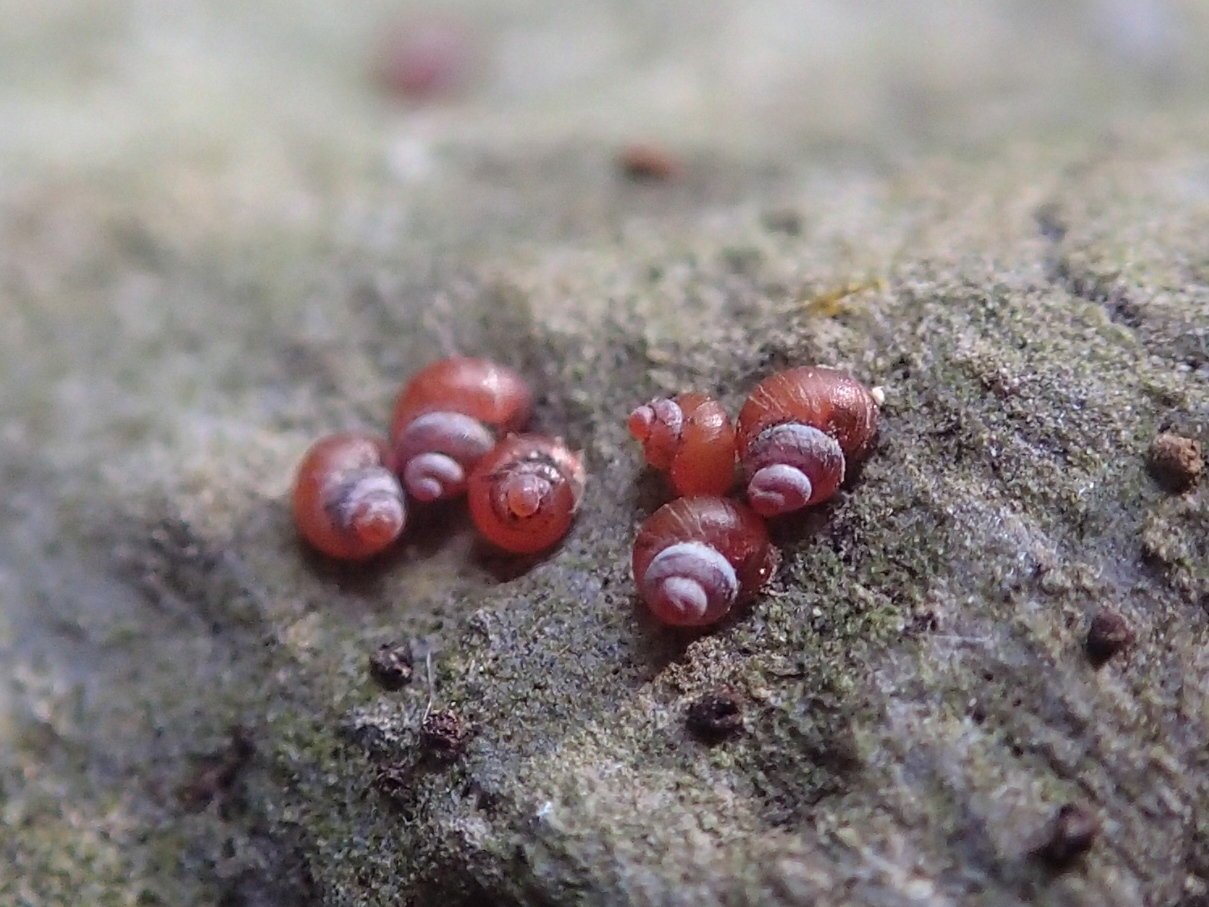
Georissa shikokuensis (Hydrocenidae).
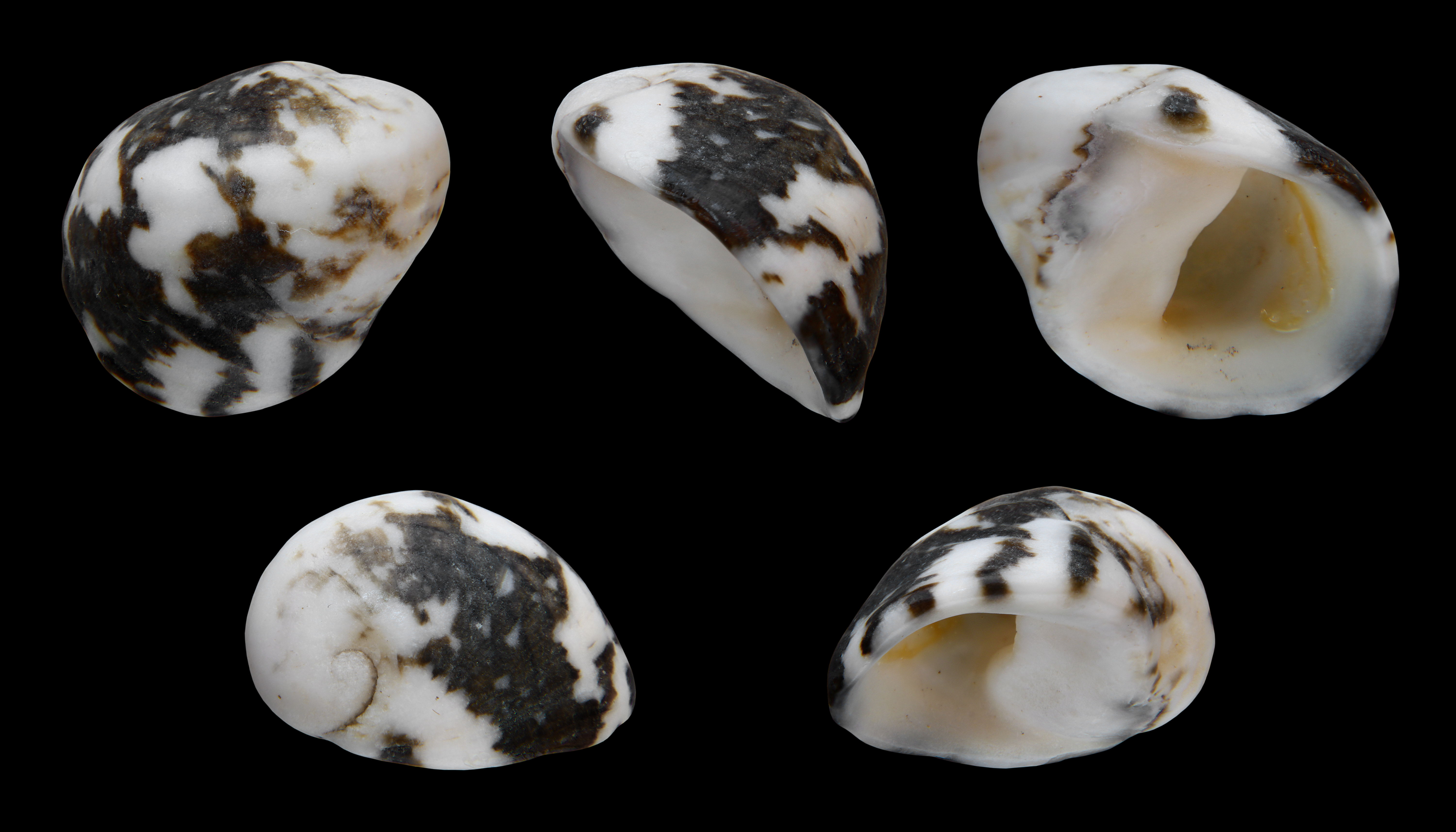
Nerita sanguinolenta (Neritidae).
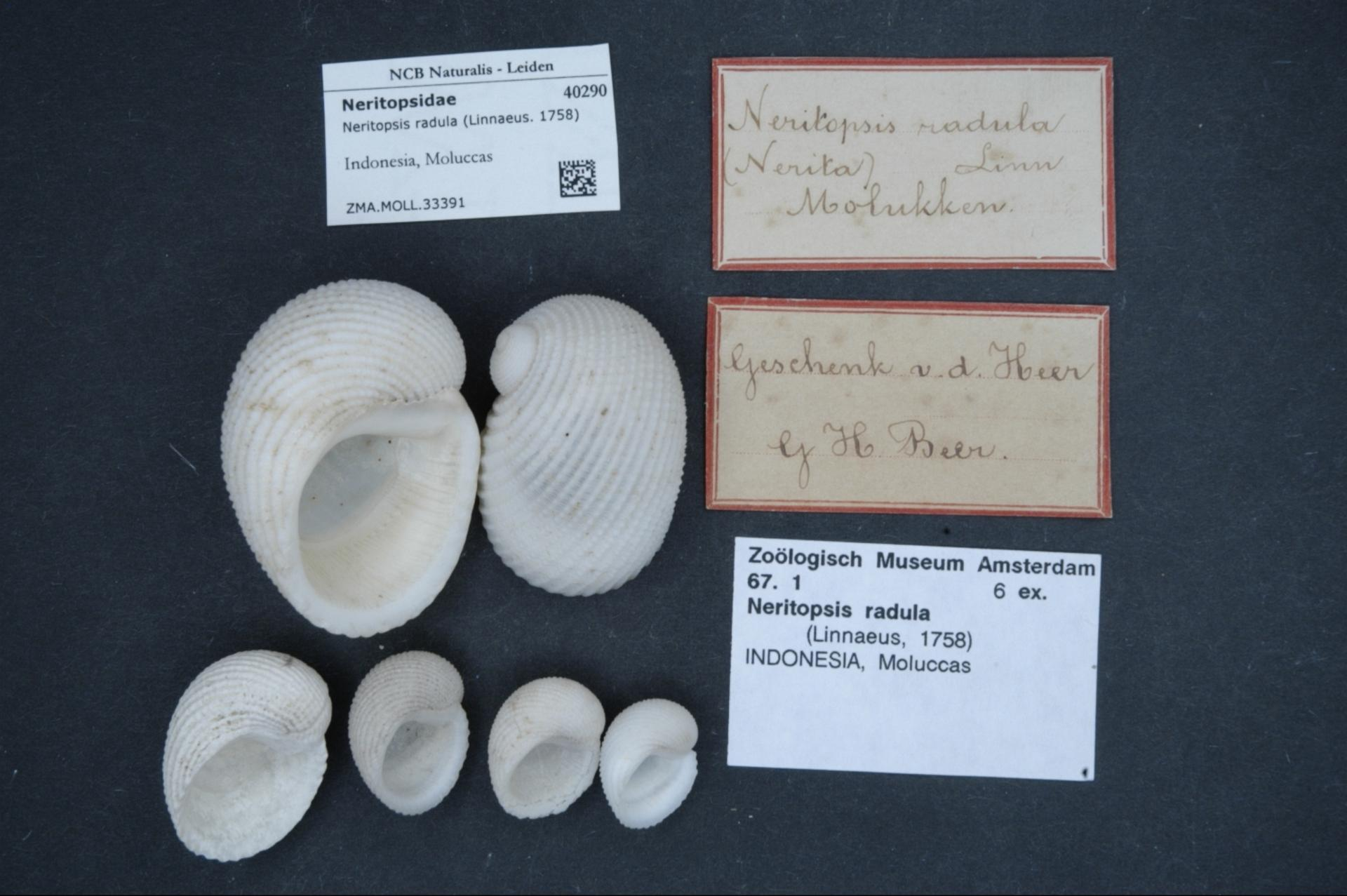
Neritopsis radula (Neritopsidae).
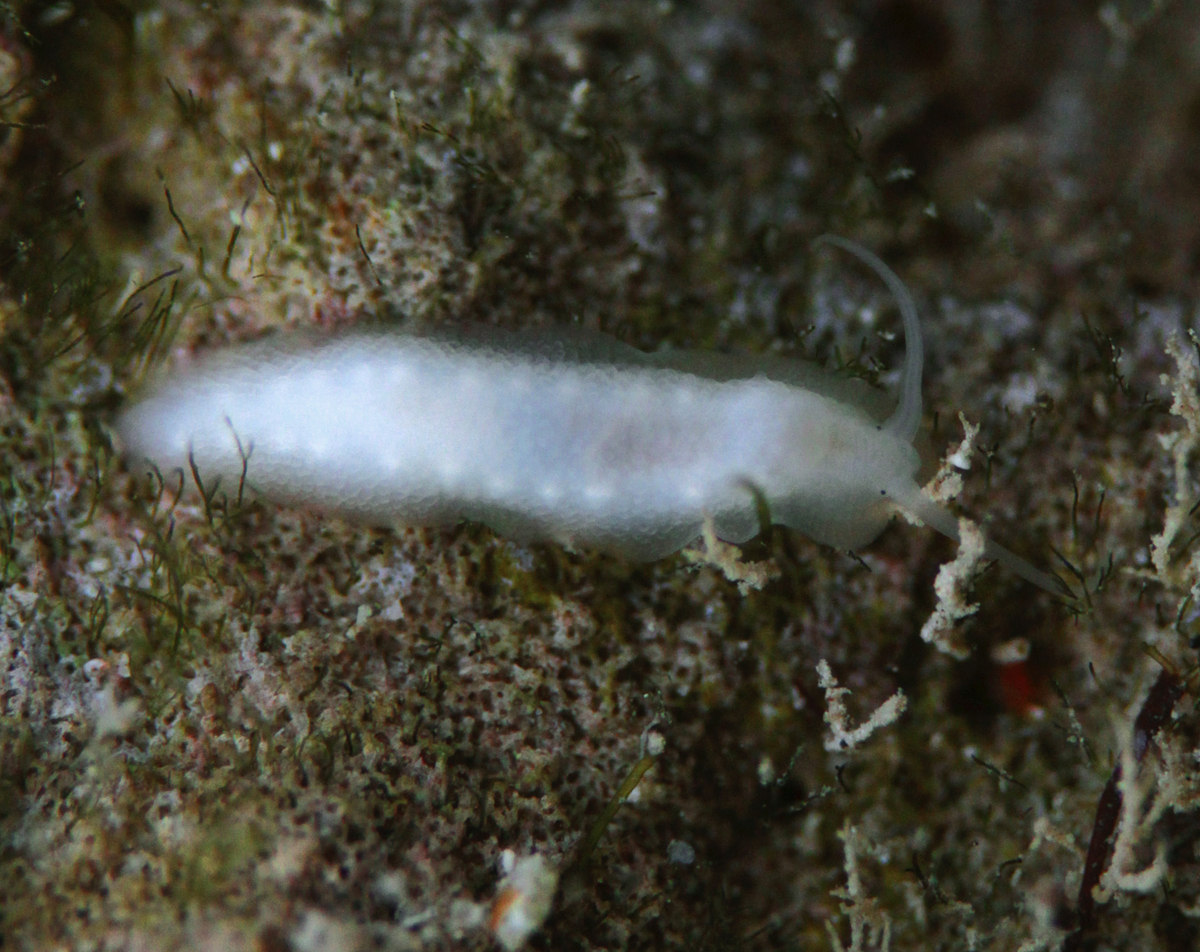
Titiscania limacina (Titiscaniidae).